# Lee Young-suk
Lee Young-suk (koreanisch 이영숙; * 9. Mai 1970) ist eine südkoreanische Badmintonspielerin.

## Karriere
Lee Young-suk gewann 1987 die Denmark Open im Dameneinzel. Ein Jahr später siegte sie bei den Polish Open und wurde Zweite bei den All England, 1990 war sie bei den Indonesia Open erfolgreich und gewann Silber bei den Asienspielen.

## Sportliche Erfolge
| Saison | Veranstaltung  | Disziplin   | Platz | Name          |
| ------ | -------------- | ----------- | ----- | ------------- |
| 1987   | Denmark Open   | Dameneinzel | 1     | Lee Young-suk |
| 1988   | Polish Open    | Dameneinzel | 1     | Lee Young-suk |
| 1988   | All England    | Dameneinzel | 2     | Lee Young-suk |
| 1990   | Indonesia Open | Dameneinzel | 1     | Lee Young-suk |
| 1990   | Thailand Open  | Dameneinzel | 2     | Lee Young-suk |
| 1990   | Asienspiele    | Dameneinzel | 2     | Lee Young-suk |